# Maximilian zu Solms-Rödelheim
Maximilian (Max) Graf zu Solms-Rödelheim und Assenheim (* 14. Mai 1826 in Assenheim; † 15. Februar 1892 ebenda) war ein hessischer Standesherr und Gutsbesitzer aus dem Haus Solms-Rödelheim.

## Leben
Maximilian Graf zu Solms-Rödelheim entstammte dem hessischen Adelsgeschlecht Solms. Er war ein Sohn von Karl Ludwig Friedrich Christian Graf zu Solms-Rödelheim (1790–1844) und Luise Amalie geb. Gräfin von Erbach-Schönberg (1795–1875). Maximilian war der ältere Bruder von Otto zu Solms-Rödelheim. Er heiratete am 1. Juni 1861 Thekla Gräfin zu Solms-Laubach (* 4. Juni 1836; † 17. Januar 1892). Sein ältester Sohn Karl Franz zu Solms-Rödelheim (1864–1923) folgte ihm als Standesherr nach. Weitere Kinder waren Sophie (1866–1914), Ernst (1868–1920), Anna (1869–1936), Bertha (1871–1912) und Marie (1873–1955).
Er erhielt zunächst Privatunterricht und besuchte ab 1845 das Gymnasium in Gotha. Im Oktober 1846 immatrikulierte er sich bei der Universität Heidelberg im Fach Philosophie. 1847 bis 1848 unternahm er eine Europareise.
Als Standesherr war er gemäß der Verfassung des Großherzogtums Hessen ab 1844 Mitglied der ersten Kammer der Landstände des Großherzogtums Hessen. Da er minderjährig war, nahm 1844 bis 1847 sein Onkel Franz zu Solms-Rödelheim (1796–1852) das Mandat für ihn wahr. Aufgrund der Märzrevolution endeten zunächst die Mandate der Standesherren in der Ersten Kammer, die nun gewählt wurde. 1856 wurden die Mandate der Standesherren wieder eingeführt. 1867 wurde er erbliches Mitglied des Preußischen Herrenhauses, dem er bis zu seinem Tode angehörte.
1868 war er Mitglied des Nassauischen Kommunallandtags und 1885 bis 1892 Mitglied des Kommunallandtags Kassel.